# Tobias Messing
Tobias Messing (* 24. Dezember 2000) ist ein österreichischer Fußballspieler.

## Karriere
Messing begann seine Karriere beim TuS Kremsmünster. 2014 kam er in die AKA Linz, in der er in den folgenden vier Jahren spielte. Zur Saison 2018/19 wechselte Messing zum Zweitligisten SK Vorwärts Steyr, bei dem er einen bis Juni 2019 laufenden Vertrag erhielt.
Im April 2019 debütierte er für Steyr in der 2. Liga, als er am 23. Spieltag jener Saison gegen die WSG Wattens in der 87. Minute für Bojan Mustecić eingewechselt wurde.
Zur Saison 2019/20 wechselte er zu den fünftklassigen Amateuren des FC Blau-Weiß Linz. Im Oktober 2019 stand er gegen den SKU Amstetten erstmals im Profikader der Linzer. Im Juli 2020 erhielt er bei Blau-Weiß Linz einen bis Juni 2021 laufenden Jungprofivertrag. Insgesamt kam er zu für die Linzer in zwei Spielzeiten zu 20 Zweitligaeinsätzen, in denen er ein Tor erzielte.
Zur Saison 2021/22 wechselte er leihweise zum Regionalligisten WSC Hertha Wels. Während der Leihe kam er zu 29 Einsätzen in der Regionalliga für Wels. Zur Saison 2022/23 kehrte er nicht zu Blau-Weiß zurück, sondern wechselte zu den drittklassigen Amateuren des LASK.